# 希腊海神
希腊神话中有为数众多“掌管大海的神祇”，即希腊海神。
柏拉图曾说希腊人就像住在池塘边的青蛙，因为他们的城市分布于从希腊本土到小亚细亚、利比亚（昔兰尼加）、西西里以及大希腊的地中海沿岸。因為這種地理形勢，古希腊发展出丰富的海神体系。古典时代希腊海神的范围不仅有从原始神到奥林匹斯神的一脉，还包括了英雄、克托尼俄斯、宁芙、怪兽等神话角色。
这些海神是学术研究的对象，首先因为大海主宰着希腊人的生活，许多社会风俗、诗歌想象以及哲学思考都与海洋神灵相关；其次，希腊海神之间明晰的关系，有助了解史前希腊宗教。

## 类型

### 原始神
一些早期的希腊思想家将海洋神明归入原始神祇。俄刻阿诺斯和忒堤斯在《伊利亚特》中是诸神的始祖，而斯巴达诗人阿尔克曼将海洋宁芙忒提斯作为创世形象。俄耳甫斯派诗人在《阿尔戈船英雄记》（Argonautica）第一卷将海生巨人俄菲翁的妻子、海洋宁芙欧律诺墨歌颂为诸神之母。
前苏格拉底思想家泰勒斯以其诗化想象，创立了一个宇宙诞生理论，将水作为构成世界的四元素之首。
这些原始的海神可能是对古代近东神话的呼应甚或是借取：比如迪亞馬特（咸水）和阿卜苏（甜水）在巴比伦神话的创世故事《埃努瑪·埃利什》中是最早的神明。

### 波塞冬及英雄们

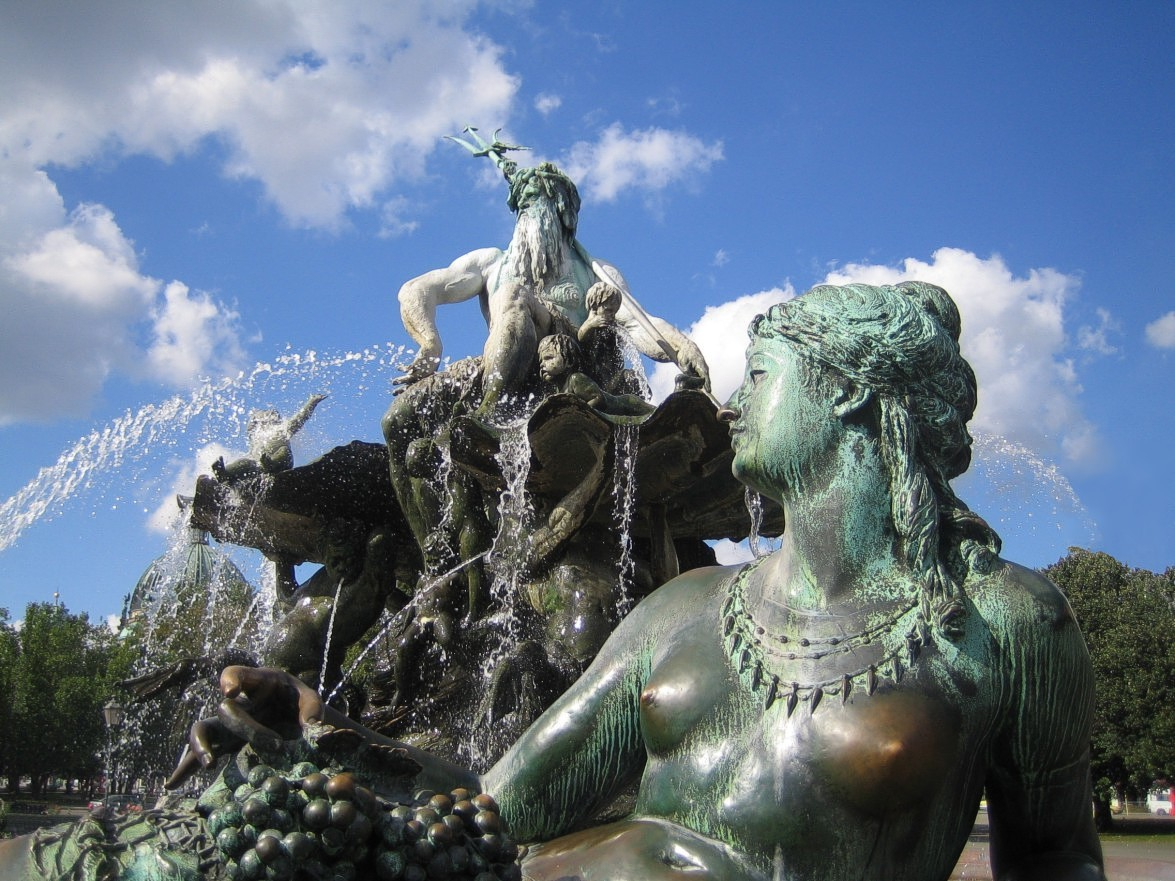
《海王》喷泉，柏林

海王波塞冬是重要的奥林匹斯神，他是科林斯的保护神，也是许多大希腊地区的城邦、甚至柏拉图提及的迷城亚特兰蒂斯的守护神。
古代宗教史学家一致認為，波塞冬最初是马神而不是海神，他与史前的宫廷权力關係密切，宮廷的象征及其主要的献祭品就是马。因而，在皮洛斯发现的迈锡尼线性文字B泥版上，波塞冬的名字po-se-da-wo-ne常联系到wa-na-ka（国王）。隨著歷史演化，國王的权力更多體現於海事，而非骑乘。令人意外的是，波塞冬的名字甚至比宙斯（di-u-ja）出现的更频繁，并且通常与得墨忒耳（da-ma-te）联在一起。
当wa-na-ka的权力在希腊黑暗时代消失后，波塞冬和王权之间的关联在很大程度上被人所遗忘。在古典时期的雅典，波塞冬被看作是雅典人的第一个国王厄瑞克透斯的敌手和对偶，后者的墓被题为“波塞冬·厄瑞克透斯”而接受后人的崇拜。
对远古的关系另一个可能的呼应位于亚特兰蒂斯，根据柏拉图的《克里特雅斯》（"Critias"）的记述，这个神秘岛屿的主祭是在夜晚由国王向波塞冬献上马匹作为祭品。
对应于这个骑手与水手的等式，海员会在船难的时候唤起英雄骑手卡斯托与波卢克斯（双子）的名字，古希腊人将现在所称的聖艾爾摩之火看作是这两个半神存在的证据。

### 老人与宁芙
许多海神的形象属于同一个原型：荷马的“海洋老人”（halios geron）涅柔斯、普罗透斯、格劳刻和福耳库斯，他们都是变身者、预言家、美艳的宁芙或丑恶的怪兽之父。宁芙和怪兽之间的界限模糊，赫西俄德谈到福耳库斯娶了“脸蛋漂亮”的刻托，而事实上她的名字（Ceto）仅仅只是怪兽刻图斯（Cetus，鲸鱼）的阴性形式，后者是美丽的安德洛墨达被献祭的对象。神话中每一个出场的人物似乎都强调了原型的某个方面：普罗透斯和涅柔斯是善于变形的和恶作剧的；福耳库斯是怪兽之父；涅柔斯和格劳刻是箴言者；而涅柔斯的女儿出名地漂亮。
每一个“老人”都是许多宁芙和（或）怪兽的父亲或是祖父，她（它）们的名字或是寓言性的（忒提斯：“建树”；忒勒斯托：“成功”）或是地理名词（Rhode来自"罗得岛"；Nilos来自"尼罗河"）。每一族的老人和女儿们构成了小型的神族，每一族都是一种独特的精神、道德、物理世界的构造，围绕着海洋而写就。
海洋老人这一充满魅力的形象吸引了不少学者的关注，对他们的阐释多种多样，从旧爱琴海的残留神祇到远古对真理的探求之化身。
荷马的《奥德赛》中描写了一个令人神牵梦萦的海中神女居住的洞穴，它在靠近伊薩卡的地方，临接着一个作为福耳库斯圣地的港口。新柏拉图主义哲学家波尔菲里将这段文字解读为一种对这个世界的隐喻，未必是无稽之谈。

## 彼世与工匠
贫瘠但又富饶的大海以她的宽广矛盾地支配着希腊人的思想。直到工业革命之前，除了潮起潮落的海盗活动以外，大海航行总是充满着各种危险和不确定。现在我们已经无法直接体会公元前1650—1600年伴随着导致锡拉岛崩塌的火山爆发而来的大海啸对于爱琴文明之于大海神祇的力量的体认所造成的精神冲击有多么巨大。在灾难后，人们看待大海和她的神祇的方式会毫无改变吗？似乎不可能。可能从此以往，大海即为未知和彼世性的表征。
因此为什么希腊大陆最南端楔入地中海的塔奈伦角（Cape Tanaerum），波塞冬的神坛及昔日水手的陆标，正是传说中俄耳甫斯和赫剌克勒斯进入地下世界的入口。
这个母题在流行于希腊各地对于晦昧的琉科忒亚（“白色女神”）悖论式的祭典上体现得很明显。崇拜者经常将她等同于溺水的女英雄伊诺，向她们献祭的同时恸哭不能自已。哲学家色诺芬尼不无嘲讽地指出，如果琉科泰娅是神，他们就不应该哀悼她；如果她是凡人，他们也不应祭祀她。
与此同时，对于危险的海洋的征服总是人类最彪炳的成就之一，这个主题在索福克勒斯的《安提戈涅》的第二段歌队颂歌中体现：

奇迹有多种，没有一样比人更神奇

这种力量跨越大海

哪怕南风呼啸中涌起巨浪

他仍能够找到通途

在威胁吞噬他的潮水之中

（332—338行）

某些海洋神祇因而被紧密地联系到人类手工劳作，例如忒尔喀涅斯（Telchines）是一类半人半水獭的精灵，据说是罗得岛的第一批居民。这些人物因为拥有的金属工艺而享有盛誉，同时也因为致死的邪眼（evil eye）而遭唾骂。在埃斯库罗斯的《被缚的普罗米修斯》中，俄刻阿诺斯的女儿们帮助了被俘的匠人普罗米修斯；并且赫淮斯托斯将他钉在“大海环绕的利姆诺斯岛”。
大海、彼世以及匠人的连锁关系最突出地显示在萨莫特拉斯的卡比里（Cabiri）身上，他们同时看顾海难、金属工艺以及神话仪式。

## 文学和艺术
在荷马非常海洋化的《奥德赛》中，是波塞冬而不是宙斯为事件的推动者。
虽然海洋仙女忒提斯只在《伊利亚特》的开始和结尾处出现，而在中间的大部分缺席，但是她在场的时候却是异常强大甚至全能的形象，她能够轻易地改变宙斯的意志，将赫淮斯托斯的冶炼工作全部挪作己用。她对阿基里斯命运的预言在一定程度上揭示了大多数神都不具有的预知能力。
在希腊化时代的艺术中，marine thiasos（海神组合）的主题是雕塑家的最爱，因为这是他们能够在对流动的步态和苍鹰般的优雅的刻画中显示出自己的技艺，这是陆地角色所无法提供的。